# Diadegma aculeatum
Diadegma aculeatum là một loài tò vò trong họ Ichneumonidae.